# Pamiers
Pamiers (okzitanisch Pàmias) ist eine französische Gemeinde mit 16.512 Einwohnern (Stand 1. Januar 2022) sowie Unterpräfektur und größte Stadt des Départements Ariège in der Region Okzitanien.

## Lage und Klima
Die ca. 295 m hoch gelegene Stadt Pamiers liegt knapp 70 km (Fahrtstrecke) südlich von Toulouse am nach Nordwesten fließenden Fluss Ariège, der hier sein Quellgebirge, die Pyrenäen, verlässt und nun relativ flach bis zu seiner Einmündung in die Garonne fließt; am Ostrand der Stadt verläuft sein Nebenfluss Crieu, an der westlichen Gemeindegrenze die Estrique. Das Klima ist mild bis warm; der vergleichsweise üppige Regen (ca. 1280 mm/Jahr) fällt übers Jahr verteilt.

## Wirtschaft
In Pamiers befindet sich ein großes Eisenwerk der Firma Aubert & Duval.

## Bevölkerungsentwicklung
| Jahr                       | 1800  | 1851  | 1901   | 1954   | 1999   | 2019   |
| Einwohner                  | 6.174 | 7.770 | 10.886 | 12.822 | 13.417 | 15.659 |
| Quellen: Cassini und INSEE |       |       |        |        |        |        |

Seit Beginn der statistischen Erhebungen ist die Einwohnerzahl der Stadt durch Zuwanderung aus den ländlichen Gebieten in der Umgebung stetig gewachsen.

## Geschichte
Münzfunde und ein Sarkophag weisen auf römische bzw. frühchristliche Aktivitäten hin. Die Stadt wurde offiziell im Jahr 1111 von Roger II. von Foix gegründet und ist seit dem Mittelalter Sitz des Bistums Pamiers. Während der Hugenottenkriege (1562–1598) wurden sämtliche Kirchen schwer beschädigt. Im Jahr 1629 zerstörten die Truppen des Prinzen von Condé die Stadt. Pamiers war die dauernde Rivalin der Stadt Foix, die kleiner, aber immer mächtiger war und  während der französischen Revolution zur Hauptstadt des Départements gewählt wurde.
Als sich Frankreich im Zweiten Weltkrieg unter deutscher Besatzung befand, wurde Pamiers am 18. August 1944 von Résistancekämpfern der Francs-tireurs et partisans (FTP) kampflos befreit. Ein selbstorganisiertes Volksgericht entschied in einem Schnellverfahren auf Hinrichtung von (vermutlichen) Kollaborateuren. Die Zahl der hingerichteten Personen liegt nach Stand der vorhandenen Archivquellen zwischen 42 und 55.

## Sehenswürdigkeiten
Die wichtigsten Sehenswürdigkeiten in Pamiers sind die Kathedrale Saint-Antonin mit ihrem achteckigen Turm, die Kirche Notre-Dame-du-Camp (beide als Monument historique klassifiziert) und den Karmelitinnenkonvent.
Neben den sakralen Gebäuden gibt es noch weitere Überreste aus vergangenen Zeiten, wie z. B. die Porte Nerviaux oder die Türme Des Monnaies und Des Cordeliers (dieser ebenfalls achteckig).

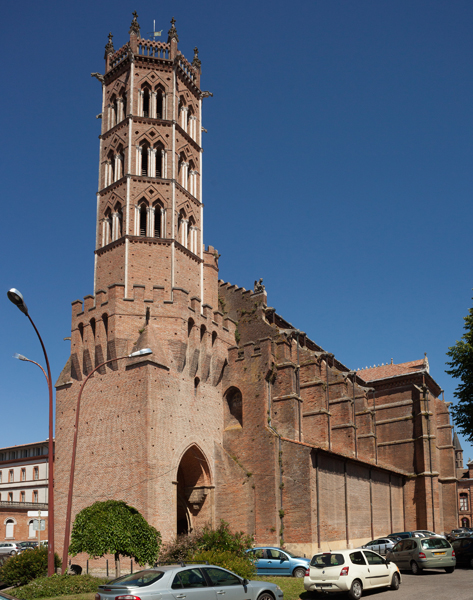
Kathedrale Saint-Antonin
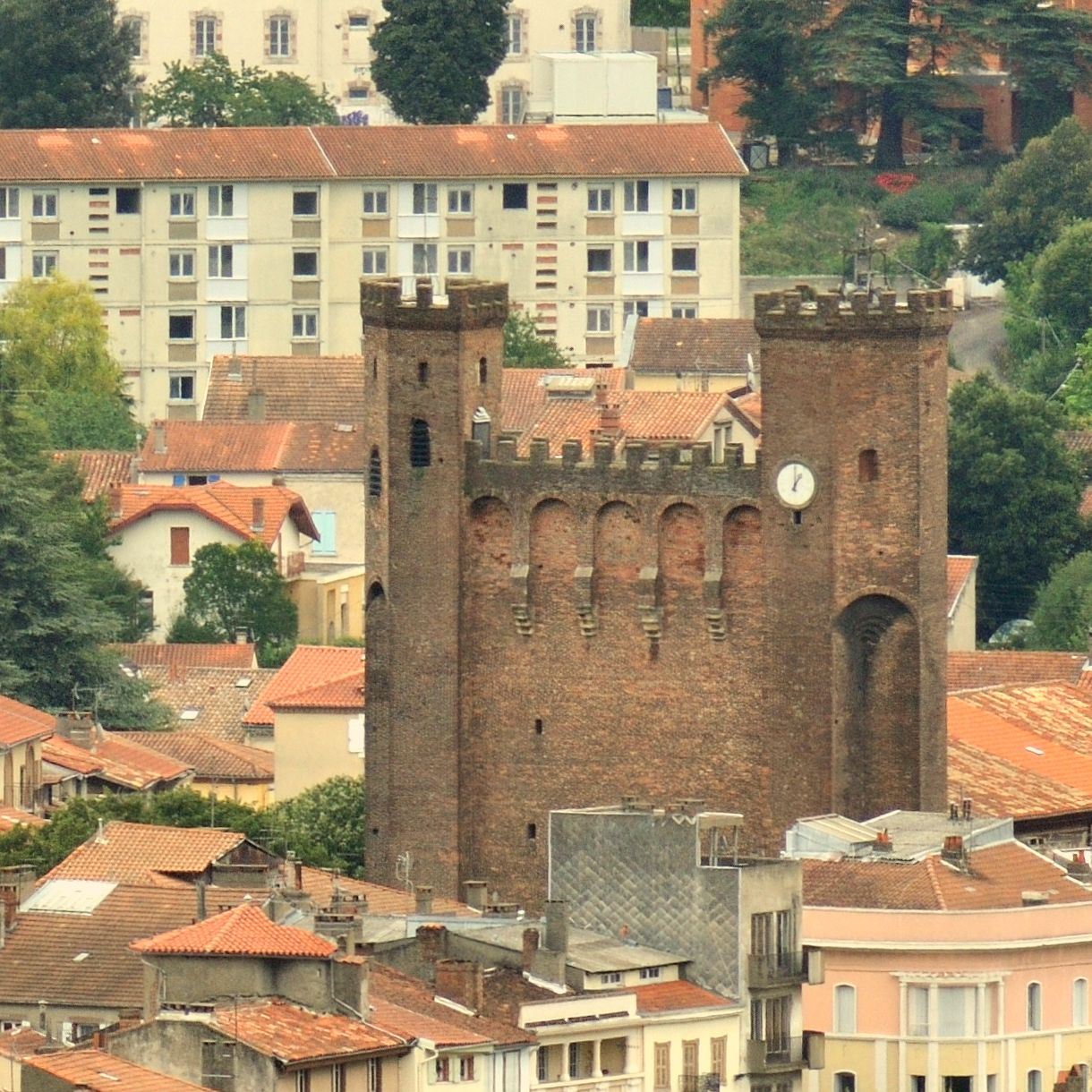
Kirche Notre-Dame-du-Camp
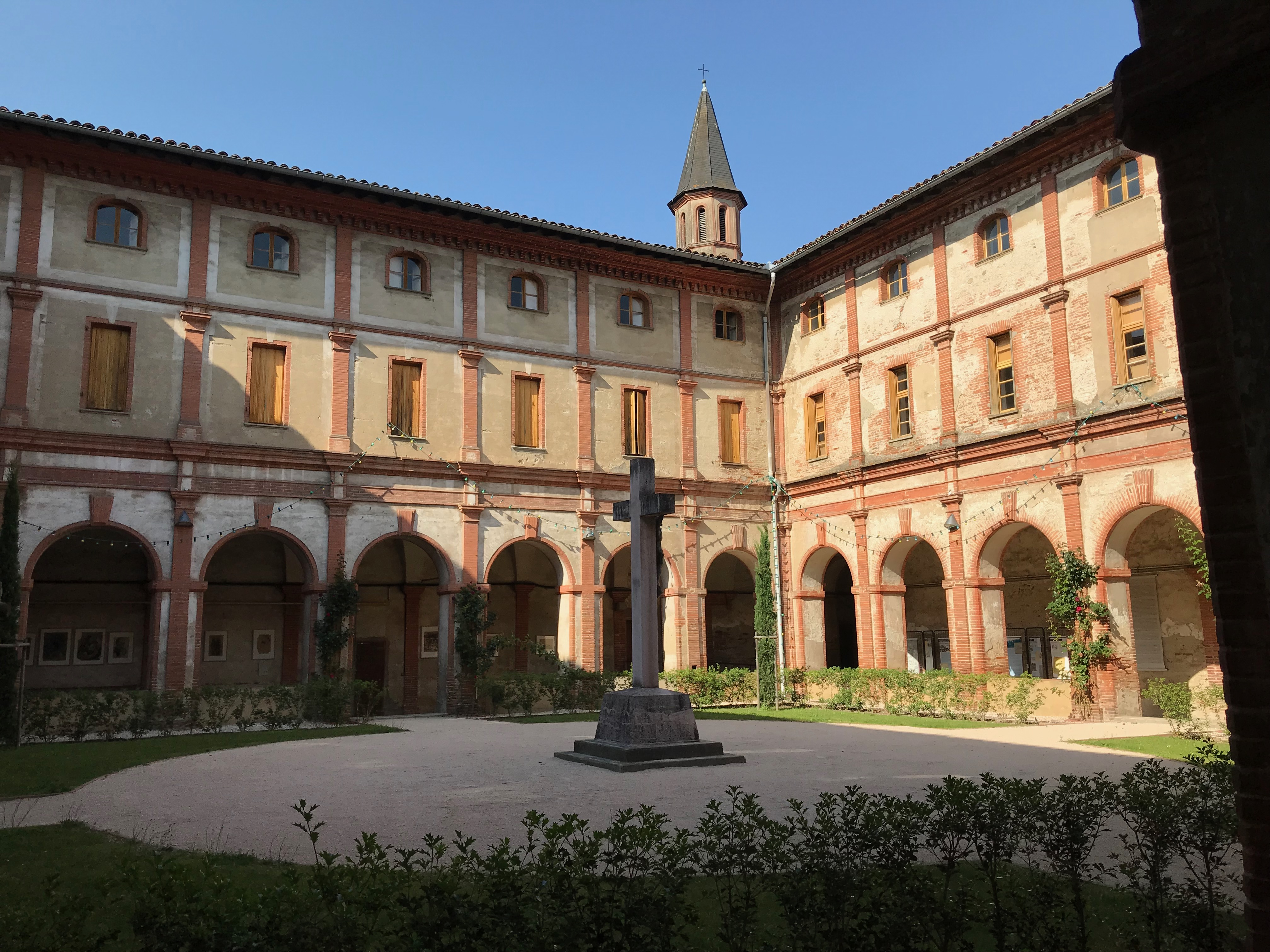
Konvent der Karmelitinnen
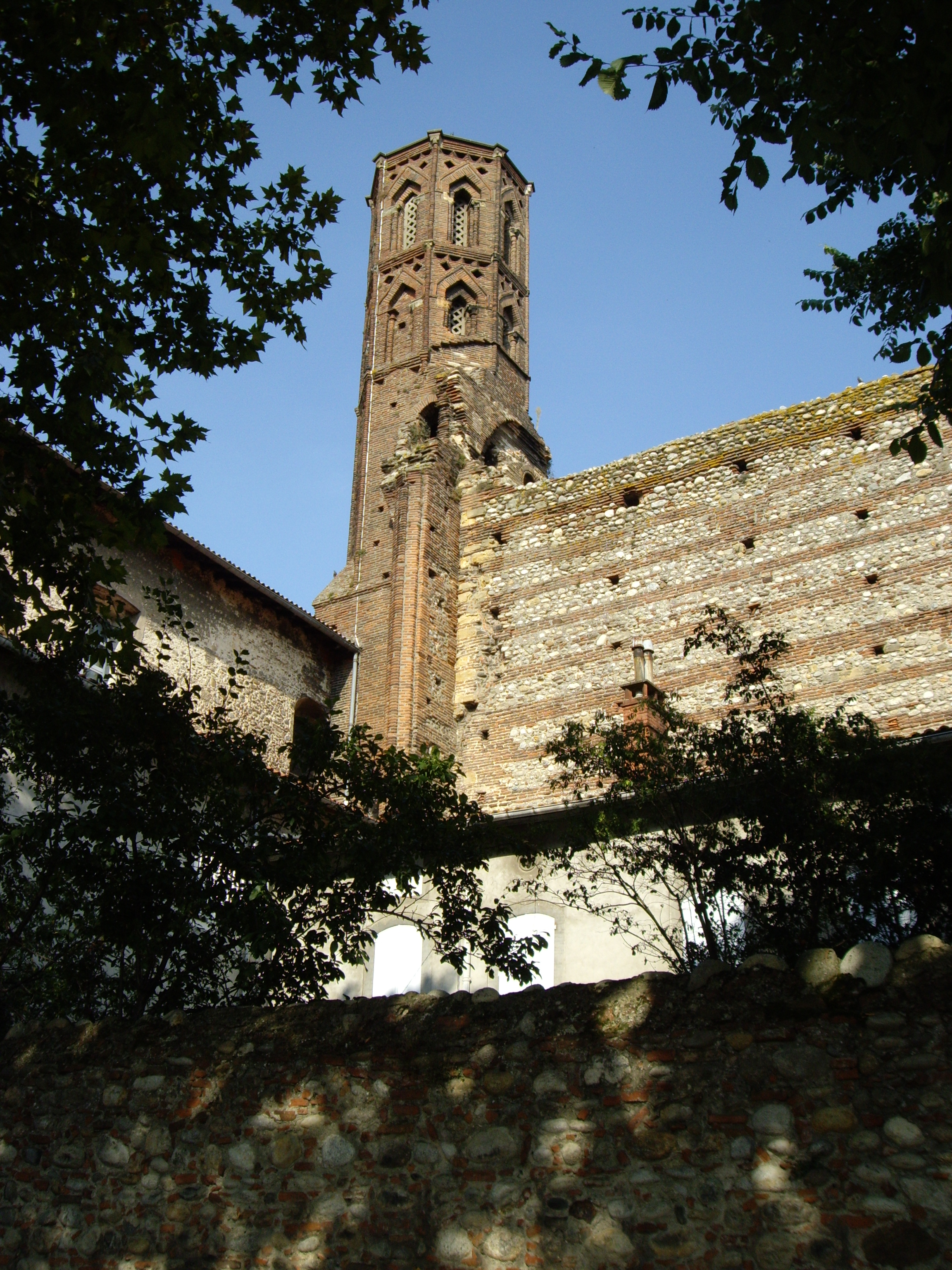
Tour des Cordeliers
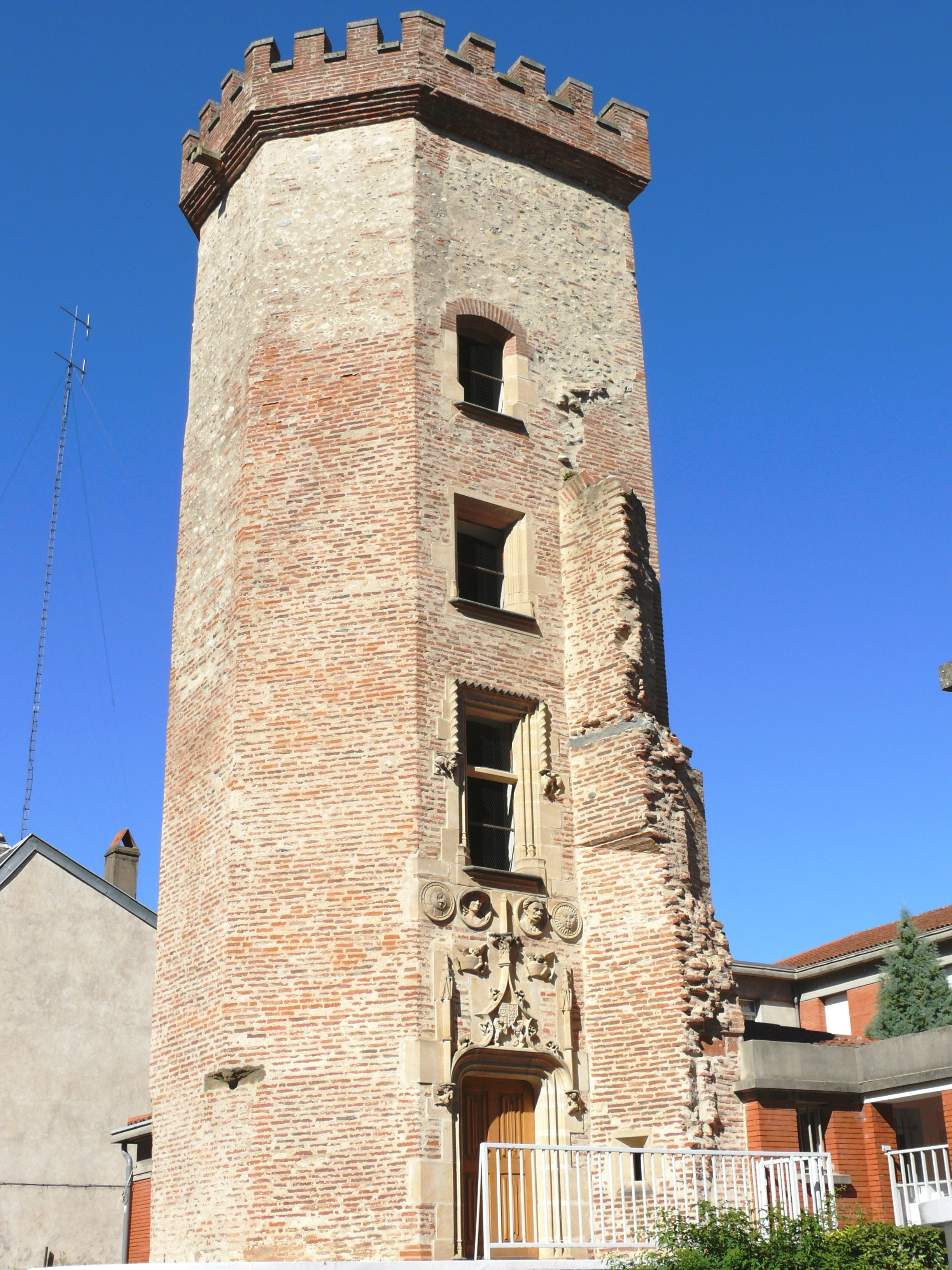
Tour des Monnaies
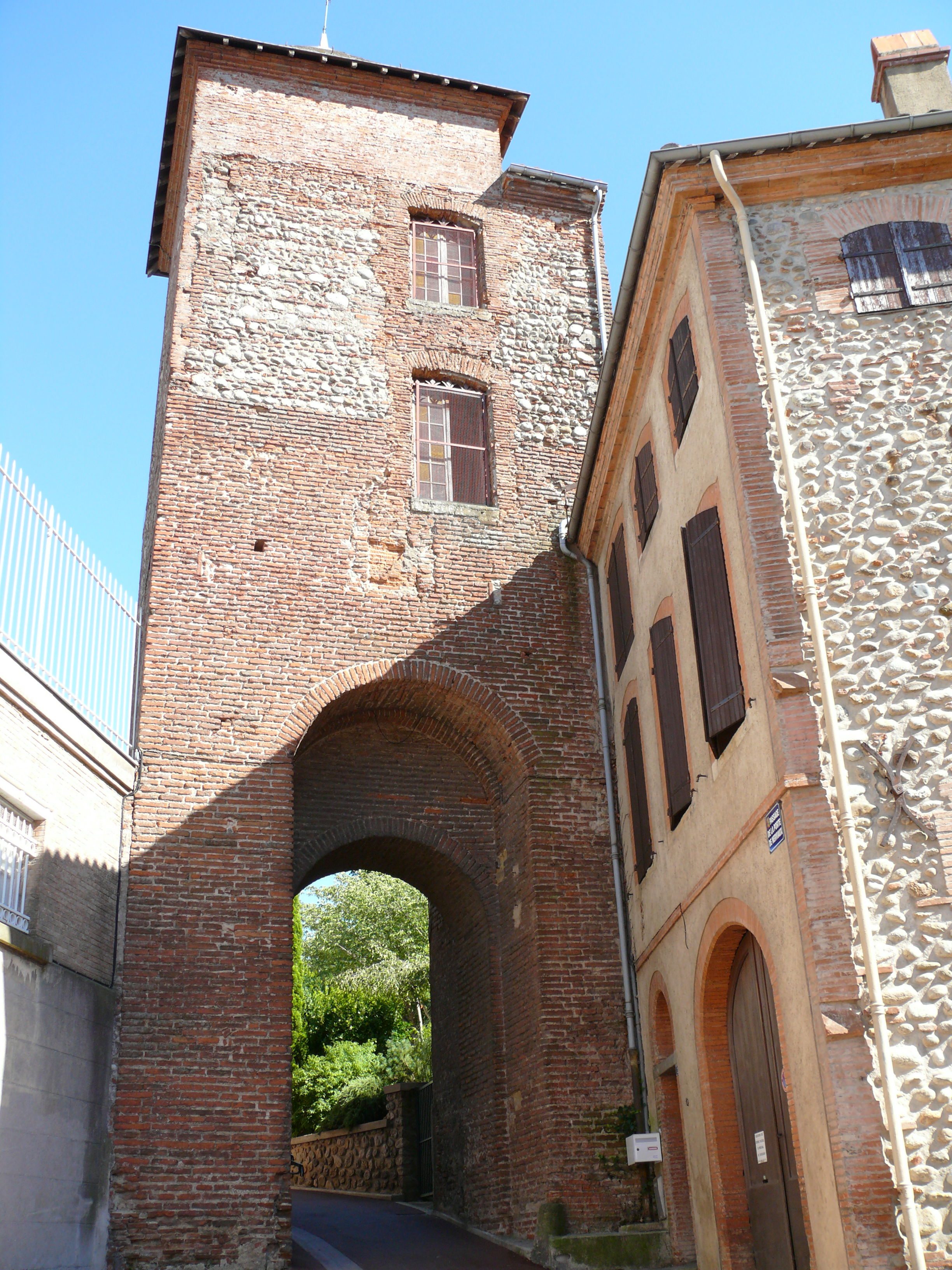
Tour de Nerviaux

## Persönlichkeiten
- Antoninus von Pamiers (5./6. Jh.), Heiliger
- Marc Guillaume Alexis Vadier (1736–1828), Revolutionär
- Gabriel Fauré (1845–1924), Komponist
- Théophile Delcassé (1852–1923), führender Staatsmann der Dritten Französischen Republik
- Raymond Dominique Carrerot (1863–1933), Bischof von Porto Nacional in Brasilien
- Joseph-Paul Rambaud (1879–1944), Politiker und Résistant, langjähriger Bürgermeister
- Auguste Caralp (1892–1981), Autorennfahrer
- Jean-Marc Eychenne (* 1956), Bischof von Grenoble-Vienne
- Alain Fauré (1962–2018), Politiker

## Städtepartnerschaften
- Crailsheim, Baden-Württemberg, Deutschland (seit 1969)
- Terrassa, Katalonien, Spanien (seit 1991)